# Liste des monuments historiques de Bayonne

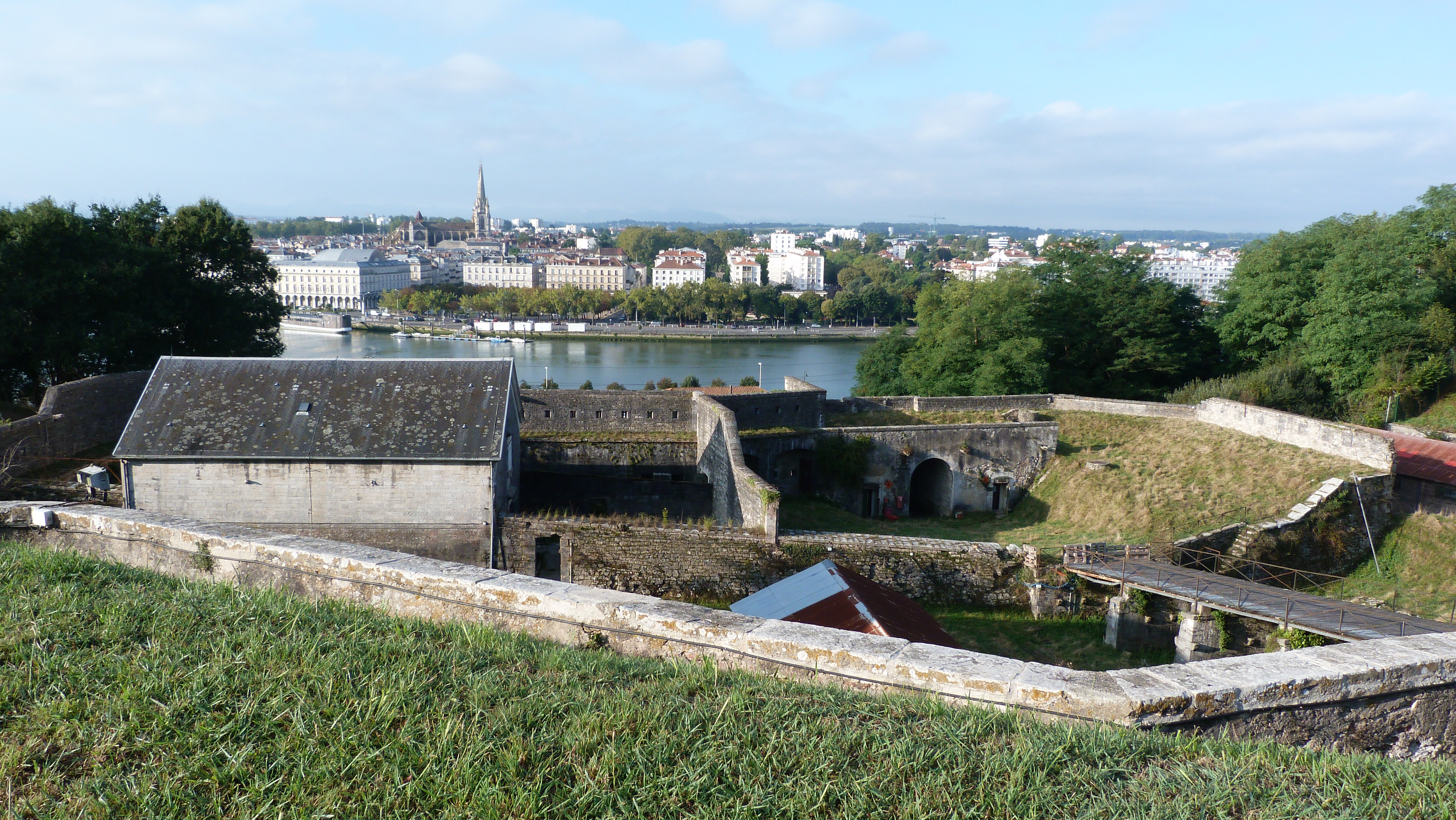
La citadelle de Bayonne.

Ce tableau présente la liste de tous les monuments historiques classés ou inscrits dans la ville de Bayonne. 
Bayonne regroupe 25 de ces protections, soit 6 % de celles du département des Pyrénées-Atlantiques.

## Liste
| Monument                                                           | Adresse                                                                           | Coordonnées                        | Notice         | Protection            | Date           | Illustration                                                       |
| ------------------------------------------------------------------ | --------------------------------------------------------------------------------- | ---------------------------------- | -------------- | --------------------- | -------------- | ------------------------------------------------------------------ |
| Cathédrale Sainte-Marie de Bayonne                                 | rue Notre-Dame                                                                    | 43° 29′ 26″ nord, 1° 28′ 39″ ouest | « PA00084329 » | Classé                | 1862           | Cathédrale Sainte-Marie de Bayonne                                 |
| Château de Marracq                                                 | 23 avenue Interne-Jacques-Loëb                                                    | 43° 28′ 47″ nord, 1° 29′ 01″ ouest | « PA00084330 » | Classé                | 1907           | Château de Marracq                                                 |
| Château du Vigneau                                                 | 22 chemin de Laharie                                                              | 43° 30′ 20″ nord, 1° 28′ 11″ ouest | « PA64000071 » | Inscrit               | 2009           | Château du Vigneau                                                 |
| Château-Neuf                                                       | place Paul-Bert                                                                   | 43° 29′ 24″ nord, 1° 28′ 14″ ouest | « PA00084331 » | Inscrit               | 1929           | Château-Neuf                                                       |
| Château-Vieux                                                      | 2 rue des Gouverneurs                                                             | 43° 29′ 30″ nord, 1° 28′ 41″ ouest | « PA00084332 » | Classé                | 1931           | Château-Vieux                                                      |
| Cimetière juif de Bayonne                                          | 15 avenue du 14-Avril-1814                                                        | 43° 30′ 14″ nord, 1° 27′ 59″ ouest | « PA64000026 » | Inscrit               | 1998           | Cimetière juif de Bayonne                                          |
| Citadelle de Bayonne                                               | avenue de la Citadelle                                                            | 43° 29′ 53″ nord, 1° 28′ 25″ ouest | « PA00084333 » | Inscrit               | 1929 2013      | Citadelle de Bayonne                                               |
| Église Saint-Esprit de Bayonne                                     | 10 rue Hugues                                                                     | 43° 29′ 45″ nord, 1° 28′ 13″ ouest | « PA00084334 » | Inscrit               | 2008           | Église Saint-Esprit de Bayonne                                     |
| Fontaine Saint-Léon                                                | avenue Chanoine-Jean-Lamarque                                                     | 43° 29′ 12″ nord, 1° 28′ 36″ ouest | « PA00084335 » | Classé                | 1947           | Fontaine Saint-Léon                                                |
| Fortifications de Bayonne                                          | avenue du Onze-Novembre ; allées Paulmy ; chemin de Saint-Léon                    | 43° 29′ 34″ nord, 1° 28′ 43″ ouest | « PA00084336 » | Classé Inscrit Classé | 1886 1929 1931 | Fortifications de Bayonne                                          |
| Ancien Fort du Réduit                                              | Place du Réduit                                                                   | 43° 29′ 36″ nord, 1° 28′ 25″ ouest | « PA64000080 » | Inscrit               | 2013           | Ancien Fort du Réduit                                              |
| Hôtel de Belzunce escalier ; élévation ; toiture ; décor extérieur | 8 rue de la Salie                                                                 | 43° 29′ 25″ nord, 1° 28′ 32″ ouest | « PA00084337 » | Inscrit               | 1988           | Hôtel de Belzunce escalier ; élévation ; toiture ; décor extérieur |
| Immeuble Cave                                                      | 1 place du Château-Vieux                                                          | 43° 29′ 29″ nord, 1° 28′ 40″ ouest | « PA00084339 » | Inscrit               | 1988           | ImmeubleCave                                                       |
| Immeuble Cave                                                      | 5 rue des Gouverneurs (cave gothique, zone de chantier, accès interdit au public) | 43° 29′ 29″ nord, 1° 28′ 37″ ouest | « PA00084340 » | Inscrit               | 1988           | Image manquante Téléverser                                         |
| Immeuble Cave                                                      | 17 rue Lagréou                                                                    | 43° 29′ 20″ nord, 1° 28′ 35″ ouest | « PA00084341 » | Inscrit               | 1988           | ImmeubleCave                                                       |
| Immeuble Cave                                                      | 5 rue de la Monnaie                                                               | 43° 29′ 28″ nord, 1° 28′ 36″ ouest | « PA00084342 » | Inscrit               | 1988           | Image manquante Téléverser                                         |
| Immeuble Cave                                                      | 14 rue du Pilori                                                                  | 43° 29′ 26″ nord, 1° 28′ 35″ ouest | « PA00084343 » | Inscrit               | 1988           | ImmeubleCave                                                       |
| Maison de Dagourette ou musée basque                               | 1 rue Marengo                                                                     | 43° 29′ 28″ nord, 1° 28′ 26″ ouest | « PA00084542 » | Classé                | 1991           | Maison de Dagouretteou musée basque                                |
| Maison Lapeyre Grenier, escalier                                   | 7 rue de Coursic                                                                  | 43° 29′ 26″ nord, 1° 28′ 24″ ouest | « PA64000066 » | Inscrit               | 2006           | Maison LapeyreGrenier, escalier                                    |
| Maison Saubist Cave                                                | 1 rue des Prébendés rue Montaut                                                   | 43° 29′ 25″ nord, 1° 28′ 40″ ouest | « PA00084338 » | Inscrit               | 1927           | Maison SaubistCave                                                 |
| Manège de Marracq                                                  | Lycée René-Cassin 2 rue de Lasseguette                                            | 43° 28′ 52″ nord, 1° 28′ 54″ ouest | « PA00084344 » | Inscrit               | 1943           | Manège de Marracq                                                  |
| Mikve de Bayonne (bains rituels juifs)                             | 32 Place de la République                                                         | 43° 29′ 45″ nord, 1° 28′ 10″ ouest | « PA64000086 » | Inscrit               | 2014           | Mikve de Bayonne (bains rituels juifs)                             |
| Monument aux morts de la Guerre 1914-1918 de Bayonne               | Esplanade de Verdun                                                               | 43° 29′ 34″ nord, 1° 28′ 46″ ouest | « PA64000087 » | Inscrit               | 2014           | Monument aux morts de la Guerre 1914-1918 de Bayonne               |
| Remparts du Petit Bayonne                                          |                                                                                   | 43° 29′ 25″ nord, 1° 28′ 07″ ouest | « PA00084345 » | Inscrit               | 1930 1931      | Remparts du Petit Bayonne                                          |
| Synagogue de Bayonne                                               | 35 rue Maubec                                                                     | 43° 29′ 49″ nord, 1° 28′ 09″ ouest | « PA00135192 » | Classé                | 2012           | Synagogue de Bayonne                                               |